# 芒果漂浮
芒果漂浮（英語：Mango float）是菲律宾的一种冰箱蛋糕，由多层手指餅乾（broas）、生奶油、炼乳和成熟的芒果制成。食用前需冷藏几个小时，但也可以冷藏一天以上以使其具有类似冰淇淋的稠度和口感。它是菲律宾传统水果奶油蛋糕的现代变体。芒果漂浮有一些别名，例如芒果冰箱蛋糕，芒果全麦冰淇淋蛋糕，芒果皇家蛋糕等。 另一种蛋糕版本名为芒果奶油（crema de mangga），在芒果漂浮的基础上额外添加了蛋奶沙司和明胶。
也存在用牛奶、生奶油、全麦饼干碎及芒果泥制作的奶昔版本的芒果漂浮。